# Julien-François Palasne de Champeaux
Pour les articles homonymes, voir Champeaux.
Julien-François Palasne de Champeaux, né le 21 mars 1736 à Saint-Brieuc (Côtes-du-Nord), mort le 2 novembre 1795 à Brest (Finistère), est un homme politique actif durant la Révolution française.

## Sa vie
Palasne de Champeaux est sénéchal de Saint-Brieuc lorsqu'il est élu représentant du tiers-état au États-généraux de 1789. Après son mandat, il devient président du tribunal de sa ville natale.
Il est élu député du département des Côtes-du-Nord, le deuxième sur huit, à la Convention nationale en septembre 1792. 
Il siège sur les bancs de la Plaine. Lors du procès de Louis XVI, il vote pour la détention, l'appel au peuple et le sursis. Il vote en faveur de la mise en accusation de Marat et ne participe pas au scrutin sur le rétablissement de la Commission des Douze.
Palasne de Champeaux est envoyé en mission aux côtes de Brest et de Lorient aux côtés de Jean-Nicolas Topsent au début de ventôse an II (fin février 1795).